# Thrinchostoma perineti
Thrinchostoma perineti är en biart som beskrevs av Raymond Benoist 1962. Thrinchostoma perineti ingår i släktet Thrinchostoma och familjen vägbin. Inga underarter finns listade i Catalogue of Life.